# Johann Nikolaus Weislinger
Johann Nikolaus Weislinger (né le 17 septembre 1691 à Puttelange-aux-lacs, mort le 29 août 1755 à Kappelrodeck) est un théologien catholique.

## Biographie
Weislinger est élève à l'académie des Jésuites de Strasbourg fondé en 1701. En 1711, il devient privat-docent. En 1713, il étudie la philosophie à l'université de Heidelberg tenu par les Jésuites, puis étudie la théologie en vue de l'ordination sacerdotale à Strasbourg. Il est prêtre à Waldulm en 1726 puis à Kappelrodeck en 1730. En 1750, il prend sa retraite à cause de la maladie.
L'intérêt théologique de Weislinger est la polémique contre le protestantisme. Son traité le plus connu, Friss, Vogel, oder stirb, sur l'ecclésiologie, est écrit, comme il le dit dans la préface, sans référence stricte à une doctrine particulière. Son style est souvent vif et agressif, ce qu'il justifie en se référant au style de Luther. Dans le camp luthérien et réformé, il est au moins reconnu, comme le montrent les citations et les réponses. On retient notamment la controverse entre Weislinger et le luthérien Johann Philipp Fresenius.
L'écrit Huttenus delarvatus, das ist Warhaffte nachricht von dem authore oder Urheber der verschreyttn Epistolarum obscurorum virorum, Ulrich von Hutten (1488-1523), paru en 1730 à Augsbourg et Constance, est en 1732 mis à l'Index librorum prohibitorum par la Congrégation pour la doctrine de la foi.

## Source, notes et références
- (de) Cet article est partiellement ou en totalité issu de l’article de Wikipédia en allemand intitulé « Johann Nikolaus Weislinger » (voir la liste des auteurs).
- Notices d'autorité :   - VIAF
  - ISNI
  - IdRef
  - LCCN
  - GND
  - Pays-Bas
  - Vatican
  - Tchéquie
  - Grèce
  - WorldCat